# Thomasia (тварина)
Thomasia — ссавцеподібний з родини Haramiyidae. з пізнього тріасу Європи.
Знайдено лише його зуби.

## Знахідки
Скам'янілості представників роду були знайдені в:
Тріас
- Бельгія
- Англія
- Німеччина
- Люксембург
- Швейцарія
- Франція

Юра
- Уельс